# Bill Easley
Bill Easley (* 13. Januar 1943 in New York City) ist ein US-amerikanischer Jazz-Saxophonist, Klarinettist und Flötist. 

## Leben und Wirken
Bill Easley studierte in den 1960er Jahren an der Memphis State University. Zu Beginn seiner Musikerkarriere arbeitete er mit Isaac Hayes und wirkte an Plattensessions des Stax-Labels mit. Easley kehrte dann nach New York zurück, arbeitete 1968/70 mit George Benson und war Sideman bei Aufnahmen von Jimmy Smith. In den 1980er Jahren nahm er einige Alben unter eigenem Namen für die Jazzlabel Sunnyside und Milestone auf, wobei er von Musikern wie Mulgrew Miller, Tony Reedus, Sir Roland Hanna und Grady Tate  begleitet wurde. Daraus ragt besonders sein Album "Easley Done" heraus, das 1994 bei Evidence Records erschien und an dem Ron Carter, George Coleman und Billy Higgins mitwirkten. Außerdem war er an Plattenproduktionen von James Williams, Bill Mobley, Grady Tate, George Caldwell, Victor Gaskin, John DeFrancesco und Billy Higgins beteiligt.

## Auswahldiskographie
- Wind Inventions (1986, Sunnyside Records) mit Mulgrew Miller, Victor Gaskin, Tony Reedus
- First Call (1990, Milestone Records) mit Bill Mobley, George Caldwell, Roland Hanna, J.J. Wiggins
- Easley Done (1994, Evidence Records)
- Business Man's Bounce (2007, 18th & Vine Records)